# Регенсбург (район)
Регенсбург (нім. Regensburg) — район у Німеччині, у складі округу Верхній Пфальц федеральної землі Баварія. Районний центр — місто Регенсбург, яке адміністративно до складу району не входить.

## Населення
Населення району становить 194 275 осіб (станом на 31 грудня 2020).

## Адміністративний поділ
Район складається з 3 міст (нім. Städte), 8 торговельних громад (нім. Märkte) та 30 громад (нім. Gemeinden):
| Міста 1. Верт-ан-дер-Донау (4896) 2. Гемау (9317) 3. Нойтраублінг (14018) Об'єднання громад 1. Альтеглофсгайм (громади Альтеглофсгайм та Пфакофен) 2. Верт-ан-дер-Донау (місто Верт-ан-дер-Донау та громада Бреннберг) 3. Донаустауф (торговельна громада Донаустауф, громади Альтентанн та Бах-ан-дер-Донау) 4. Зюнхінг (громади Ауфгаузен, Метцинг, Рікофен та Зюнхінг) 5. Кальмюнц (торговельна громада Кальмюнц, громади Дуггендорф та Гольцгайм-ам-Форст) 6. Лаабер (торговельна громада Лаабер, громади Брунн та Доєрлінг) 7. Піленгофен-Вольфзегг (громади Піленгофен та Вольфзегг) Торговельні громади 1. Берацгаузен (5568) 2. Донаустауф (4236) 3. Кальмюнц (2760) 4. Лаабер (5324) 5. Лапперсдорф (13288) 6. Ніттендорф (9286) 7. Регенстауф (16109) 8. Ширлінг (8213) | Громади 1. Альтеглофсгайм (3283) 2. Альтентанн (1448) 3. Ауфгаузен (1925) 4. Бах-ан-дер-Донау (1834) 5. Барбінг (5572) 6. Бернгардсвальд (5387) 7. Бреннберг (2070) 8. Брунн (1441) 9. Венценбах (8828) 10. Візент (2587) 11. Вольфзегг (1533) 12. Гагельштадт (1944) 13. Гольцгайм-ам-Форст (1007) 14. Доєрлінг (2006) 15. Дуггендорф (1585) 16. Зінцинг (7433) 17. Зюнхінг (2209) 18. Кеферінг (2695) 19. Метцинг (1366) 20. Мінтрахінг (4833) 21. Обертраублінг (8470) 22. Пентлінг (6192) 23. Петтендорф (3504) 24. Піленгофен (1612) 25. Пфакофен (1637) 26. Пфаттер (3213) 27. Рікофен (775) 28. Тальмассінг (3525) 29. Тегернгайм (5545) 30. Цайтларн (5801) |

Дані про населення наведені станом на 31 грудня 2020.